# Nati nel 1941/Ottobre
| Questa pagina contiene informazioni ricavate automaticamente dalle voci biografiche con l'ausilio del template Bio e di un bot. L'aggiornamento è periodico e automatico e ricostruisce completamente la pagina. Se manca una persona in questa lista, sei pregato di non aggiungerla, ma accertati piuttosto che la sua voce biografica contenga il template Bio e che i dati anagrafici siano correttamente compilati. Se il template Bio manca, inseriscilo tu stesso o, in alternativa, metti l'avviso {{tmp\|Bio}} che ne segnala la mancanza. Se i dati riportati sono sbagliati, correggi direttamente la voce biografica; le modifiche saranno visibili in questa lista entro pochi giorni. Per chiarimenti vedi il progetto biografie. La lista contiene solo le 202 persone che sono citate nell'enciclopedia e per le quali è stato implementato correttamente il template Bio. Pagina aggiornata al 2 ago 2025. |

- 1º ottobre - Chiaki Ishii, ex judoka giapponese
- 1º ottobre - Mario Lamagna, pugile italiano († 2020)
- 1º ottobre - Mario Mancini, filologo italiano
- 1º ottobre - Giorgio Panto, imprenditore e politico italiano († 2006)
- 1º ottobre - Vjačeslav Vedenin, fondista sovietico († 2021)
- 2 ottobre - Zareh Baronian, teologo romeno († 2017)
- 2 ottobre - Michael Gregory Campbell, vescovo cattolico britannico
- 2 ottobre - Fulvio Capezzuoli, scrittore e critico cinematografico italiano († 2024)
- 2 ottobre - John Sinclair, poeta, attivista e cantante statunitense († 2024)
- 2 ottobre - Jean Vallée, cantante, compositore e paroliere belga († 2014)
- 2 ottobre - Youcef Yousfi, politico algerino
- 3 ottobre - Andrea de Adamich, ex pilota automobilistico, telecronista sportivo e giornalista italiano
- 3 ottobre - Chubby Checker, cantautore statunitense
- 3 ottobre - Sergio Forconi, attore italiano
- 3 ottobre - Robert Keohane, politologo statunitense
- 3 ottobre - Bill Newton Dunn, politico britannico
- 3 ottobre - Ruggero Raimondi, basso-baritono e attore cinematografico italiano
- 3 ottobre - Hans Zdražila, ex sollevatore cecoslovacco
- 3 ottobre - Alfonso Cristiano di Borbone-Spagna, nobile († 1956)
- 4 ottobre - Karen Cushman, scrittrice statunitense
- 4 ottobre - Elizabeth Eckford, attivista statunitense
- 4 ottobre - Vincenzo Ferrari, artista italiano († 2012)
- 4 ottobre - John Friedlander, matematico canadese
- 4 ottobre - Néstor Osvaldo Gómez, giocatore di biliardo argentino († 2018)
- 4 ottobre - Roberta Mazzoni, cantante italiana
- 4 ottobre - Ian McKechnie, allenatore di calcio e calciatore scozzese († 2015)
- 4 ottobre - Karl Oppitzhauser, ex pilota automobilistico austriaco
- 4 ottobre - Herbert Pankau, calciatore tedesco orientale († 2025)
- 4 ottobre - Anne Rice, scrittrice statunitense († 2021)
- 4 ottobre - Yongyut Sangkagowit, ex calciatore thailandese
- 4 ottobre - Zacharie Tshimanga Wa Tshibangu, storico e scrittore della Repubblica Democratica del Congo († 1985)
- 4 ottobre - Jerrel Wilson, giocatore di football americano statunitense († 2005)
- 4 ottobre - Robert Wilson, regista teatrale, drammaturgo e coreografo statunitense († 2025)
- 5 ottobre - Stephanie Cole, attrice britannica
- 5 ottobre - Eduardo Duhalde, avvocato e politico argentino
- 6 ottobre - Torgeir Brandtzæg, ex saltatore con gli sci norvegese
- 6 ottobre - John Nicholson, pilota automobilistico neozelandese († 2017)
- 6 ottobre - Winston Ntshona, attore e drammaturgo sudafricano († 2018)
- 7 ottobre - Amedeo Alpi, agronomo italiano
- 7 ottobre - Boris Gaganelov, calciatore bulgaro († 2020)
- 7 ottobre - Gary Hill, cestista statunitense († 2009)
- 7 ottobre - Roberto Rolla, calciatore italiano († 1981)
- 7 ottobre - Stefan Sodat, ex sciatore alpino austriaco
- 8 ottobre - Jesse Jackson, politico, religioso e attivista statunitense
- 8 ottobre - Kim Phyong-hae, politico nordcoreano
- 8 ottobre - Shane Stevens, scrittore statunitense († 2007)
- 9 ottobre - Dorivaldo Becca, ex calciatore brasiliano
- 9 ottobre - Giancarlo Bercellino, ex calciatore e allenatore di calcio italiano
- 9 ottobre - Peter Kohnke, tiratore a segno tedesco († 1975)
- 9 ottobre - Brian Lamb, giornalista e imprenditore statunitense
- 9 ottobre - Trent Lott, politico statunitense
- 9 ottobre - Chucho Valdés, pianista, compositore e arrangiatore cubano
- 10 ottobre - Bang Yeol, ex cestista e allenatore di pallacanestro sudcoreano
- 10 ottobre - Peter Coyote, attore statunitense
- 10 ottobre - Jacob Nena, politico micronesiano († 2022)
- 10 ottobre - William Quirós, ex calciatore costaricano
- 10 ottobre - Ken Saro-Wiwa, scrittore, poeta e attivista nigeriano († 1995)
- 10 ottobre - Marco Somalvico, ingegnere italiano († 2002)
- 10 ottobre - Armando Torres, ex cestista e allenatore di pallacanestro portoricano
- 10 ottobre - Francesco Varotto, cestista e dirigente sportivo italiano († 2020)
- 11 ottobre - Giancarlo Biguzzi, biblista italiano († 2016)
- 11 ottobre - Lester Bowie, trombettista e compositore statunitense († 1999)
- 11 ottobre - Rosario Martinelli, allenatore di calcio e calciatore italiano († 2013)
- 11 ottobre - Charles Shyer, regista, produttore cinematografico e sceneggiatore statunitense († 2024)
- 11 ottobre - Roberto Soffritti, politico italiano
- 12 ottobre - Vittorio Baccelli, scrittore italiano († 2011)
- 12 ottobre - Pippo Di Marca, attore, regista e drammaturgo italiano
- 12 ottobre - Nedo Farčić, ex maratoneta e mezzofondista jugoslavo
- 12 ottobre - Giuseppe Insalaco, politico italiano († 1988)
- 12 ottobre - Evelyne Marie France Neff, politica francese
- 12 ottobre - Pekka Pyykkö, docente finlandese
- 12 ottobre - Craig Anthony Washington, politico statunitense
- 13 ottobre - Neil Aspinall, manager e produttore discografico britannico († 2008)
- 13 ottobre - Lluís Clavell, presbitero e filosofo spagnolo
- 13 ottobre - Paul Simon, cantautore e chitarrista statunitense
- 14 ottobre - Adriano Biasutti, politico italiano († 2010)
- 14 ottobre - Peter Ducke, ex calciatore tedesco orientale
- 14 ottobre - José Manuel Félix Magdalena, pittore e scultore spagnolo
- 14 ottobre - Livia Giampalmo, attrice, doppiatrice e regista italiana
- 14 ottobre - Roberto Nigido, diplomatico italiano
- 14 ottobre - Ileana Silai, mezzofondista rumena († 2025)
- 14 ottobre - Roger Taylor, ex tennista britannico
- 14 ottobre - Jean-Claude Vaucard, progettista, ingegnere e pilota di rally francese
- 15 ottobre - Ali Khalif Galaid, politico somalo († 2020)
- 15 ottobre - Emmanuel Kwesi Nkansah, ex calciatore ghanese
- 15 ottobre - David Pritchard, fisico statunitense
- 15 ottobre - René Roque, pugile francese († 2006)
- 16 ottobre - Abbas Hilmi, principe egiziano
- 16 ottobre - Derek Bourgeois, compositore inglese († 2017)
- 16 ottobre - Mel Counts, ex cestista statunitense
- 16 ottobre - Baddeley Devesi, politico salomonese († 2012)
- 16 ottobre - Enzo Giannelli, giornalista, critico musicale e scrittore italiano
- 16 ottobre - Umberto Giovine, politico e giornalista italiano († 2022)
- 16 ottobre - Manuel Pedro Gomes, ex calciatore e allenatore di calcio portoghese
- 16 ottobre - Borislav Jovanović, scrittore montenegrino
- 16 ottobre - Larry Laudan, filosofo statunitense († 2022)
- 16 ottobre - Emma Nicholson, politica britannica
- 16 ottobre - Bruno Petroni, calciatore italiano († 2014)
- 16 ottobre - Pietro Scandelli, ciclista su strada italiano († 2020)
- 16 ottobre - Umberto Scapagnini, medico e politico italiano († 2013)
- 16 ottobre - Achille Serra, poliziotto, dirigente pubblico e politico italiano
- 17 ottobre - Viden Apostolov, calciatore bulgaro († 2020)
- 17 ottobre - Pierluigi Ciocca, banchiere e economista italiano
- 17 ottobre - Earl Thomas Conley, cantautore statunitense († 2019)
- 17 ottobre - Cencio Mantovani, ciclista su strada e pistard italiano († 1989)
- 17 ottobre - Bill Minkin, attore e cantante statunitense
- 17 ottobre - Axel Wahlberg, schermidore svedese († 1961)
- 18 ottobre - Timothy Bell, manager britannico († 2019)
- 18 ottobre - Billy Cox, bassista statunitense
- 18 ottobre - Daniele Foraboschi, storico e papirologo italiano († 2018)
- 19 ottobre - Yairah Amit, teologa israeliana
- 19 ottobre - Eddie Daniels, musicista e compositore statunitense
- 19 ottobre - Joe Gilroy, allenatore di calcio e ex calciatore scozzese
- 19 ottobre - Simon Ward, attore britannico († 2012)
- 19 ottobre - Nurit Zarchi, scrittrice israeliana
- 20 ottobre - Shin Aomori, doppiatore e attore giapponese
- 20 ottobre - Beyruth, calciatore brasiliano († 2012)
- 20 ottobre - Joyce Buñuel, regista e sceneggiatrice francese
- 20 ottobre - Giangiacomo Ciaccio Montalto, magistrato italiano († 1983)
- 20 ottobre - Kunio Ishii, goista giapponese
- 20 ottobre - Marcello Maddalena, ex magistrato italiano
- 20 ottobre - Clare Peploe, sceneggiatrice e regista britannica († 2021)
- 20 ottobre - Giancarlo Santalmassi, giornalista e conduttore radiofonico italiano († 2025)
- 20 ottobre - Chiara Saraceno, sociologa e filosofa italiana
- 20 ottobre - Lucio Stanca, dirigente d'azienda e politico italiano
- 20 ottobre - Anneke Wills, attrice britannica
- 21 ottobre - Pat Ast, attrice e modella statunitense († 2001)
- 21 ottobre - Fabrizio Barontini, ex calciatore italiano
- 21 ottobre - Steve Cropper, chitarrista, compositore e paroliere statunitense
- 21 ottobre - Nunila Echagüe, ex cestista paraguaiana
- 21 ottobre - Yoram Globus, regista e produttore cinematografico israeliano
- 21 ottobre - Jean-Pierre Gottschall, slittinista svizzero († 2024)
- 21 ottobre - Marcell Jankovics, regista, animatore e sceneggiatore ungherese († 2021)
- 21 ottobre - Dickie Pride, cantante britannico († 1969)
- 21 ottobre - Josep Maria Mauri, presbitero spagnolo
- 21 ottobre - Marina Ripa di Meana, personaggio televisivo, stilista e scrittrice italiana († 2018)
- 22 ottobre - Evaristo Carvalho, politico saotomense († 2022)
- 22 ottobre - Stanley Mazor, matematico e informatico statunitense
- 22 ottobre - Onofrio Pirrotta, giornalista italiano († 2012)
- 22 ottobre - Cosimo Quarta, filosofo italiano († 2016)
- 22 ottobre - Rosalyn Terborg-Penn, scrittrice e storica statunitense († 2018)
- 23 ottobre - Gérard Ducarouge, ingegnere francese († 2015)
- 23 ottobre - Gerhard Gleich, artista e pittore austriaco
- 23 ottobre - Winston Hill, giocatore di football americano statunitense († 2016)
- 23 ottobre - René Metge, pilota di rally francese († 2024)
- 23 ottobre - Bruno Montefiori, politico italiano († 2021)
- 23 ottobre - Giancarlo Parretti, imprenditore italiano
- 23 ottobre - Igor' Nikolaevič Smirnov, politico russo
- 23 ottobre - Mel Winkler, attore e doppiatore statunitense († 2020)
- 24 ottobre - Peter Takeo Okada, arcivescovo cattolico giapponese († 2020)
- 24 ottobre - Alessandro Triulzi, storico e africanista italiano
- 24 ottobre - Luciano Turi, attore italiano
- 24 ottobre - Ulis Williams, ex velocista statunitense
- 25 ottobre - Rudi Assuntino, cantautore, musicologo e autore televisivo italiano
- 25 ottobre - Paolo Brutti, politico e sindacalista italiano
- 25 ottobre - Helen Reddy, cantante e attrice australiana († 2020)
- 25 ottobre - Michele Sorrenti, pesista italiano († 2005)
- 25 ottobre - Gordon Tootoosis, attore canadese († 2011)
- 25 ottobre - Anne Tyler, scrittrice, slavista e critica letteraria statunitense
- 25 ottobre - Sebastiano Vassalli, scrittore, poeta e giornalista italiano († 2015)
- 25 ottobre - Dave Weill, ex discobolo statunitense
- 26 ottobre - Harald Nielsen, calciatore danese († 2015)
- 26 ottobre - Giancarlo Redini, ex arbitro di calcio italiano
- 26 ottobre - Raul Roco, politico e avvocato filippino († 2005)
- 26 ottobre - Bob de Groot, fumettista belga († 2023)
- 27 ottobre - Atilio Fruet, cestista argentino († 2018)
- 27 ottobre - William Gay, scrittore statunitense († 2012)
- 27 ottobre - Giovanni Ricevuto, politico italiano
- 28 ottobre - Emilio D'Alessandro, scrittore italiano
- 28 ottobre - Vasile Gergely, ex calciatore rumeno
- 28 ottobre - John Hallam, attore britannico († 2006)
- 28 ottobre - Gérard Hausser, ex calciatore francese
- 28 ottobre - Antonio Iodice, politico italiano
- 28 ottobre - Hank Marvin, chitarrista britannico
- 28 ottobre - Glen Moore, bassista statunitense
- 28 ottobre - Sylvia Kuumba Williams, attrice e cantante statunitense († 2001)
- 29 ottobre - Roberto Cassola, politico italiano († 2011)
- 29 ottobre - Michail Lavrovskij, ex ballerino, coreografo e direttore artistico sovietico
- 29 ottobre - Yvon Moreau, vescovo cattolico canadese
- 29 ottobre - Pepetela, scrittore angolano
- 29 ottobre - Viktor Zinger, hockeista su ghiaccio sovietico († 2013)
- 30 ottobre - Richard Barber, storico britannico
- 30 ottobre - Leonor Benedetto, attrice e regista teatrale argentina
- 30 ottobre - Theodor Hänsch, fisico tedesco
- 30 ottobre - Lee Mi-ja, cantante sudcoreana
- 30 ottobre - Bob Wilson, ex calciatore scozzese
- 30 ottobre - Antonino Mirone, politico e avvocato italiano
- 30 ottobre - Marko Oštarčević, ex cestista e allenatore di pallacanestro jugoslavo
- 30 ottobre - Sergio Sant'Anna, scrittore, poeta e drammaturgo brasiliano († 2020)
- 30 ottobre - Orazio Schena, allenatore di calcio e calciatore italiano († 2024)
- 30 ottobre - Mario Sepi, sindacalista italiano († 2011)
- 30 ottobre - Kotetsu Yamamoto, wrestler giapponese († 2010)
- 30 ottobre - Yoshikatsu Yoshida, ex lottatore giapponese
- 31 ottobre - Ademar Pantera, calciatore brasiliano († 2001)
- 31 ottobre - Giuseppe Amato, politico italiano
- 31 ottobre - Derek Bell, ex pilota automobilistico britannico
- 31 ottobre - Aldo Brandirali, politico italiano
- 31 ottobre - Lucious Jackson, cestista statunitense († 2022)
- 31 ottobre - Ėson Kandov, cantante uzbeko
- 31 ottobre - Sally Kirkland, attrice statunitense
- 31 ottobre - Abel Matutes, politico, imprenditore e economista spagnolo
- 31 ottobre - Alí Primera, cantante e chitarrista venezuelano († 1985)